# Musikexpress
Musikexpress, stylisé musikexpress., est un magazine mensuel allemand traitant principalement du rock et de la pop. Outre des interviews détaillées et des articles sur des musiciens importants du rock, de l'electro, du hip-hop, de la pop et du domaine indépendant, le magazine publie des critiques musicales, des comptes rendus de concerts ainsi que des articles sur la littérature pop, le pop art, les films et les DVD. Chaque numéro est en outre accompagné d'un CD qui traite des thèmes abordés dans le numéro en question. À intervalles irréguliers, le magazine propose également des suppléments tels que des singles vinyles, des livres, des agendas et des DVD. 

## Histoire
En janvier 1956, Musikexpress est fondé à La Haye sous le nom de Muziek Expres afin de promouvoir les concerts organisés par l'organisateur néerlandais Paul Acket. Au début des années 1960, le magazine publie le programme de la radio pirate Radio Veronica, ce qui entraîne une augmentation du tirage. En 1969, une rédaction allemande s'installe dans des bureaux à Cologne et publie depuis juillet 1969 une version indépendante en allemand. À l'occasion du 50e anniversaire en 2019, une réimpression de la première édition allemande est jointe au no 09/19. Depuis 1971, Musikexpress est publié chaque mois en Allemagne.
En 1974, Acket vend l'entreprise néerlandaise Muziek Expres avec les marques Muziek Expres et Popfoto à la VNU (Verenigde Nederlandse Uitgeversbedrijven).
Jusqu'en 1975, la rédaction allemande est réalisée aux Pays-Bas. À partir de mars/avril 1975, Jörg Troska devint rédacteur en chef des éditions allemandes de Popfoto et Musik Express à Cologne. La même année, Musik Express et Popfoto sont vendus par VNU à Claus Grötzschel et Wolfgang Schrader. Tous deux étaient associés-gérants de la maison d'édition Sounds-Verlag GmbH de Hambourg, où paraissait le magazine Sounds. En novembre 1975, ils fondent avec Christian Kümmer la maison d'édition Christian Krümmer Verlag, qui publie Musik Express et Popfoto.